# Santo Agostinho (Água Doce do Norte)
Santo Agostinho é um distrito do município de Água Doce do Norte, no Espírito Santo . O distrito possui  cerca de 5 000 habitantes e está situado na região norte do município .
Dados Econômicos: A base da econômia local é a produção de café, gado bovino e o comércio.
Esporte: O distrito possui um único time de futebol amador. O Juventus Esporte Clube. Fundado na década de 60 pelos moradores.